# La vestal

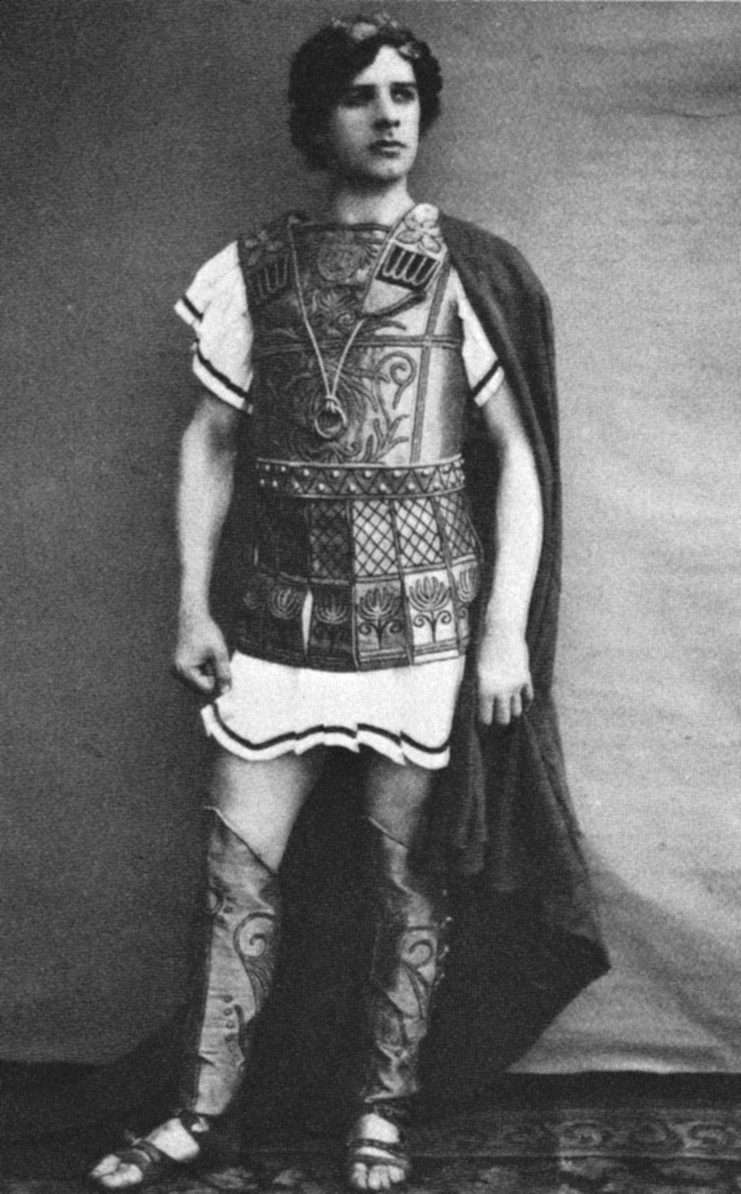
Foto de Mikhail Mordkin en el ballet "La Vestal", tomada por desconocido. San Petersburgo, Rusia, 1900.

La Vestal es un ballet en tres actos y cuatro escenas con coreografía de Marius Petipa y música de Mijaíl Ivanov. El ballet fue presentado por primera vez por el Ballet Imperial el 29 de enero de 1888  en el Teatro Imperial Mariinsky de San Petersburgo, Rusia.

## Historia
Después del extraordinario éxito de las actuaciones de la Prima Ballerina italiana Virginia Zucchi en La Esmeralda en San Petersburgo, Petipa pasó a producir algunos de los mejores ballets de su repertorio para bailarinas italianas. Uno de estos grandes ballets fue La Vestal, que fue creado para Elena Cornalba. Ambientado en la Antigua Roma, el ballet se basó en temas fantásticos, con dioses y diosas, emperadores y similares. Los decorados, el vestuario y la utilería se consideraron los mejores vistos hasta la fecha en el escenario imperial. La música de Mijaíl Ivanov resultó ser la primera partitura exitosa para el ballet proporcionada por un compositor sinfónico.
Aunque el ballet no se anotó y no se representa hoy en día, se utilizan al menos dos variaciones de la partitura del ballet en diferentes piezas. Una variación es la titulada L'Armour, que fue compuesta y añadida a la partitura por Riccardo Drigo como una variación de Cupido, el dios del amor. Esta variación fue interpretada con gran éxito por la bailarina Maria Anderson y aparece en la puesta en escena del Ballet Bolshoi de Paquita, realizada por el coreógrafo ruso Yuri Burlaka. Burlaka también utilizó otra variación suplementaria de Drigo para su El despertar de Flora; esta variación se titula L'Echo y fue compuesta y añadida a la partitura por Drigo para Elena Cornalba.

## Roles y elenco original
| Rol                | Bailarín           |
| ------------------ | ------------------ |
| Amata              | Elena Cornalba     |
| Lucio              | Pável Gerdt        |
| Claudia            | María Gorshenkova  |
| Senador Julio Flac | Félix Kschessinsky |
| Sumo sacerdote     | Nikolái Aistov     |
| Lelia              | Ana Johansson      |